# Diane Marie Rodríguez Zambrano

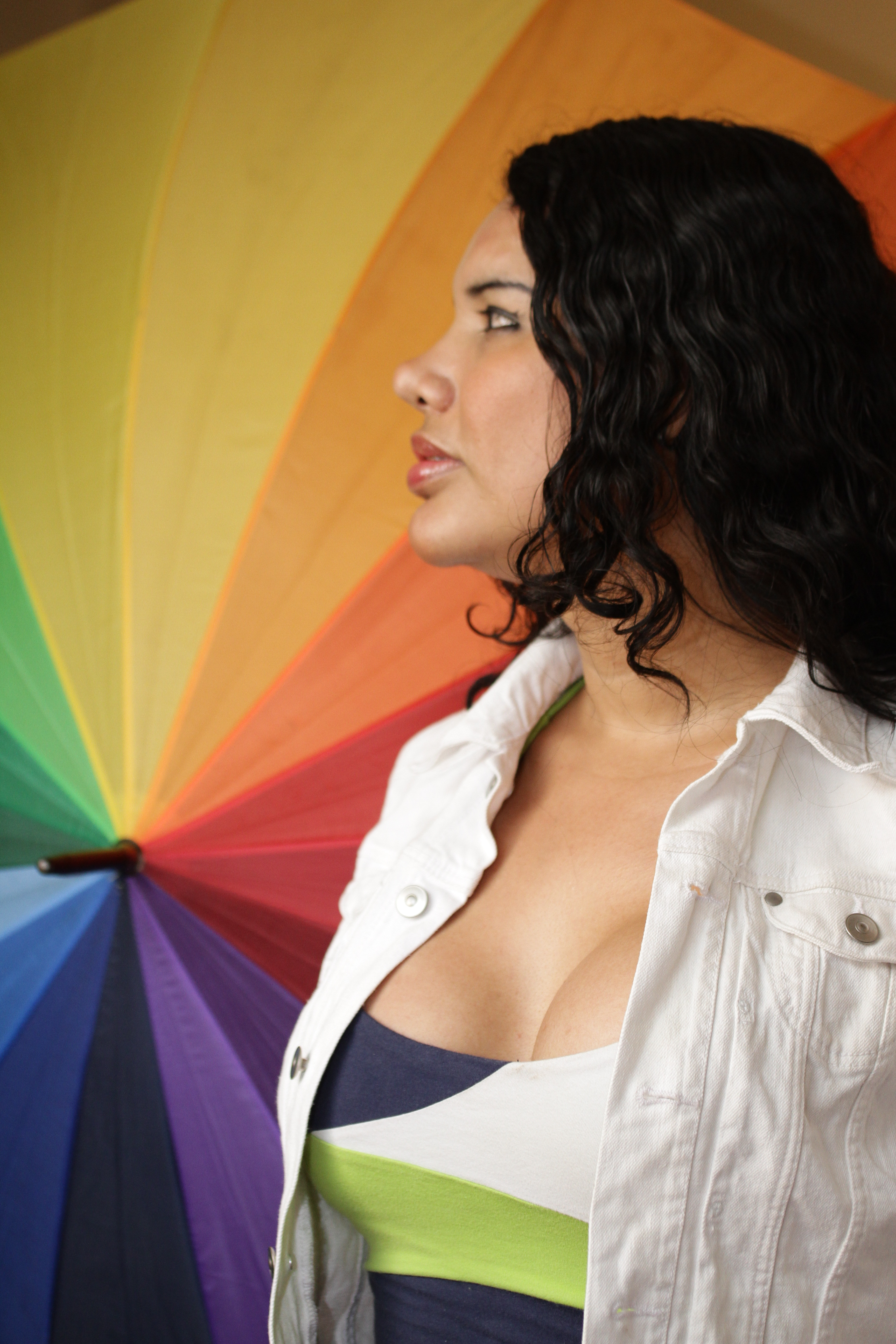
Diane Marie Rodríguez Zambrano (2014)

Diane Marie Rodríguez Zambrano (* 16. März 1982 in Guayaquil, Ecuador) ist eine ecuadorianische Aktivistin und Politikerin, die sich auf Menschenrechte und LGBT-Rechte in Ecuador konzentriert. Sie ist derzeit Mitglied der Nationalversammlung von Ecuador und die Transgendervorsitzende der Silueta X Association und Vertreterin des Observatory LGBTI of Ecuador. Im Jahr 2009 schuf sie einen juristischen Präzedenzfall zugunsten der Transgender-Bevölkerung, bei dem sie das Standesamt verklagte um ihren Geburtsnamen in ihren jetzigen Namen zu ändern. Im Jahr 2017 wurde sie als erste Transgenderperson Mitglied der Nationalversammlung von Ecuador gewählt.